# Deák-partij
Dit overzicht is mogelijk incompleet; u kunt helpen door het uit te breiden.

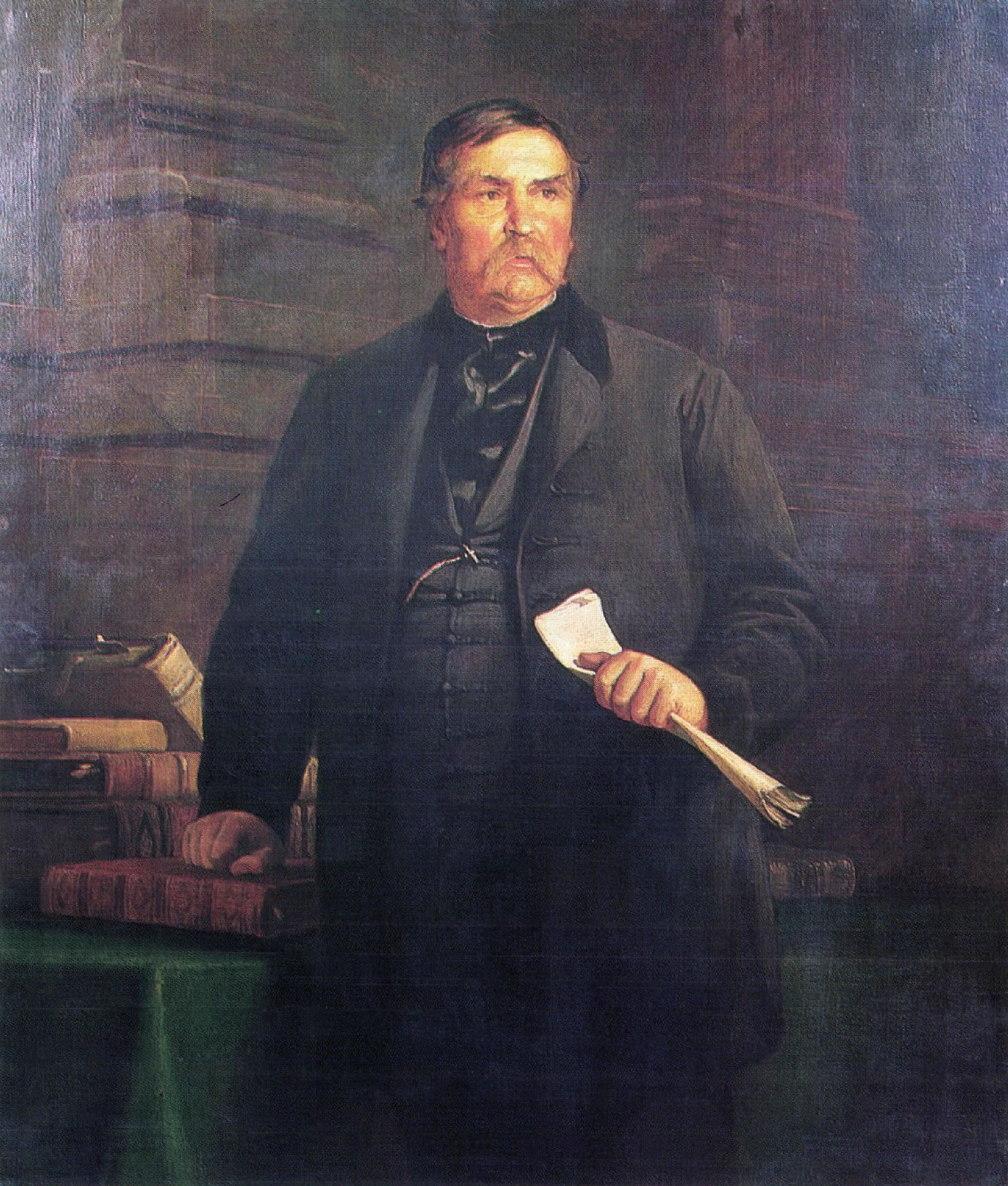
Ferenc Deák

De Deák-partij (Hongaars: Deák Párt) was een politieke partij in het Hongarije van de jaren 1860 en 1870, met Ferenc Deák als voorzitter.

## Geschiedenis
De partij werd in 1865 opgericht door Ferenc Deák ter opvolging van Deáks voorgaande partij, de Aansprekingspartij, die in 1861 was opgericht. De Deák-partij won een grote meerderheid bij de verkiezingen van 1869 na de Ausgleich van 1867. In 1872 won de partij opnieuw een meerderheid, maar Deák zelf trok zich in 1873 terug uit het politieke leven, waardoor de partij tenonderging. In februari 1875 fuseerde de Deák-partij vervolgens met Linkercentrum om de Liberale Partij te vormen.